# 绿花鹿蹄草
绿花鹿蹄草（学名：Pyrola chlorantha）为鹿蹄草科鹿蹄草属下的一个种。